# 久司道夫
久司 道夫（くし みちお、1926年5月17日 - 2014年12月28日）は、アメリカ合衆国のボストンを拠点に自然食のマクロビオティックの研究、発展、普及に努めた。アメリカ国内を起点としてヨーロッパ、日本でも活動した。健康が世界平和の鍵だとした。クシインスティチュートインターナショナル代表、久司財団会長、イーストウエスト財団会長、社団法人日本緑十字社社長。和歌山県新宮市出身。  

## 概要
1926年5月17日、和歌山県紀の川市(旧:粉河町)にて生誕する。幼少期から世界平和に関心を持っており東京大学にて政治学・法学を学ぶ。東京大学法学部政治学科卒業。同大学院国際政治学修了。
東京大学在学中に、食養研究家・思想家の桜沢如一の世界政府運動に関わる。1949年ごろから、食事をマクロビオティックの方向へ改めた。1年間桜沢の下で勉強し、1949年にアメリカ合衆国ニューヨークへ渡り、コロンビア大学大学院政治学部に入学。この渡米には、世界平和の支持者でジャーナリストのノーマン・カズンズの支援があった。渡米から1年は、英語に堪能ではなかったため図書館に通っていた。1951年、アレクシス・カレルの『人間-この未知なるもの』を読み、人類の問題は食物と環境から起こることを再確認し、マクロビオティックの考え方に完全に呑みこまれたと述べる。やがてアヴェリーヌ（桜沢の門下生としての活動名で本名は横山偕子）が渡米してきて、アメリカで一緒に食事療法を教え始める。アヴェリーヌはイリノイ大学とコロンビア大学に留学しており、道夫と1954年に結婚する。1960年代に、髙島屋がアメリカに進出したが、レナウン創立者のすすめで副社長となって開店を手伝った。肉、卵、牛乳などの動物性の多い食事から、植物を中心とした食事を提唱し始めたとき、当時のアメリカでは完全に異端視された。
1965年までにアメリカでの活動は順調に成長したが、1965年に妊婦が厳格な食事療法を実施し死亡したという一件から反対をされるようになり、桜沢の死期でもありボストンで活動しなおすことにした。1966年、ボストンに自然食品店エレホンを開店させるにあたって、訳語として natural food erewhon と看板に掲げ、そして natural foods という単語が世界中に広まっていった。自然食品店エレホンでは、有機農業を支援しながら有機食品を販売し、豆腐や味噌をはじめとしたあらゆる日本の伝統食品も販売していった。1969年、自然食品店エレホンの支店をロサンゼルスに開いた。マクロビオティックに限らない話題を扱った East West Journal を出版し、ニューエイジに興味がある人をつなぎ合わせる媒体のひとつとなった。最初は家の地下室を使って活動していたが、ボストンとロサンゼルスに倉庫を持つようになり大規模な事業へと成長していった。1976年、ジョン・レノンが面会に来る。（ジョン・レノンとオノ・ヨーコは、1980年のPLAYBOYのインタビューで、食事はほとんどマクロビオティックだと応え、マクロビオティックの料理番組に出演したこともあった。）1977年には、マサチューセッツ州ベケットのバークシャー山脈にクシ・インスティチュートを設立した。エレホンは事業拡大の圧力に耐えきれず経営困難となり、1981年に売却される。久司夫妻はアメリカ国内でも著作活動を行った。
アメリカでの活動が認知され、米国国立歴史博物館「スミソニアン」に、久司道夫のマクロビオティックの代表的な出版物や資料がクシファミリーコレクションとして保存される。1988年、世界保健機関の大会で「マクロビオティックによるエイズ治療」という講演を行った。コンビニエンスストアのローソンの幹部がローソンを変えようとしたとき、幹部に健康指導をしたことがきっかけとなってローソンを変えるための指導をすることになり、これがナチュラルローソンにつながっていった。
長年マクロビオティックを実践していた夫人のアヴェリーヌは、1992年に子宮頸癌となり放射線治療を受け、そして癌が骨に転移すると鍼灸や東洋の治療法を受け数年間は癌の問題はなくなっていたが、2001年7月3日に癌で死亡した。
久司道夫本人も2004年に結腸癌を発症し手術を受けている 。しかし、久司道夫本人は高齢になっても世界各地を飛行機で移動し、一年の大半をホテルで暮らし、外食がほとんどで、マクロビオティックを実践できなかった。留守を守っていた夫人も、日夜を問わず訪れる重病患者の相手に追われるなど大変多忙な暮らしであったという。
2014年12月28日、ボストン市内の病院にて死去。享年88歳。死因は膵臓癌。

## 著書
- 『久司道夫のマクロビオティック四季のレシピ』 東洋経済新報社、2004年。ISBN 9784492042069。
- 『久司道夫のマクロビオティック-入門編』 東洋経済新報社(Kushi macro series)、2004年。ISBN 9784492042106。
- 『マクロビオティックをやさしくはじめる』 成甲書房、2004年。ISBN 9784880861753。
- 『マクロビオティックが幸福をつくる』 成甲書房、2005年。ISBN 978-4880861784。
- 『THEマクロビオティック』 マガジンハウス、2005年 ISBN 9784838715978。
- 『マクロビオティックパームヒーリング-手のひら療法とは何か-暮らしの中のヘルスケア-マクロビオティック健康法』柿本和子訳 2006年 日貿出版社 ISBN 9784817070135。
- 『原子転換というヒント―21世紀の地球再生革命』 三五館、1997年、ISBN 4883201155